# Mošeja Id Kah
Mošeja Id Kah (ujgursko ھېيتگاھ مەسچىتى, latinizirano: Hëytgah Meschiti, Хейтгах Месчити; poenostavljeno kitajsko: 艾提尕尔清真寺; tradicionalno kitajsko: 艾提尕爾清真寺; pinjin: Àitígǎěr Qīngzhēnsì; iz perzijščine عیدگاه, Eidgāh, kar pomeni 'Kraj praznovanj') je zgodovinska mošeja in turistična znamenitost v Kašgarju v Šindžjangu na Kitajskem.

## Zgodovina
Mošejo je leta 1442 (čeprav je vključevala starejše stavbe iz leta 996) zgradil Saqsiz Mirza, starejši od dveh sinov Amirja Sajida Alija, v spomin na svoje prednike. Mošeja obsega okoli 16.000 kvadratnih metrov površine.
Sodobna stavba mošeje iz zlate opeke je bila zgrajena leta 1798 in je nadomestila starejšo, nato pa je bila leta 1838 razširjena na sedanjo velikost.
9. avgusta 1933 je kitajski muslimanski general Ma Džancang ubil in obglavil ujgurskega voditelja Timur Bega, njegovo glavo pa pokazal na konici v mošeji Id Kah.
Marca 1934 so poročali, da je bil obglavljen tudi ujgurski emir Abdulah Bughra, glava pa je bila razstavljena v mošeji Id Kah.
Aprila 1934 je imel kitajski muslimanski general Ma Džongjing v mošeji Id Kah v Kašgarju govor, v katerem je Ujgurom rekel, naj bodo zvesti vladi Kuomintanga v Nandžingu Republike Kitajske.
Mošeja je bila obnovljena leta 1981, fasada mošeje pa je bila med letoma 2004 in 2005 prekrita s ploščicami.
30. julija 2014 so skrajneži zabodli takratnega imama mošeje, Džumeja Tahirja, kmalu po jutranji molitvi. Njegovega neznanega naslednika so kitajske oblasti leta 2017 obsodile na 15 let zapora, ker so ga obtožile širjenja ekstremizma.
Trenutni imam mošeje je Memet Jume.

### Upad udeležbe
Leta 2009 je bila Id Kah največja mošeja v Šindžjangu in na Kitajskem. Vsak petek je sprejela skoraj 10.000 vernikov in je lahko sprejela do 20.000. Druge dni v tednu je okoli 2000 muslimanov prišlo v mošejo molit.
Leta 2011 se je petkove molitve v mošeji udeležilo med 4000 in 5000 ljudi. Vendar pa je trenutni imam mošeje Memet Jume leta 2021 v intervjuju za Associated Press dejal, da je število vernikov, ki se udeležijo petkove molitve v mošeji leta 2021, padlo na med 800 in 900; padec je pripisal »naravni spremembi vrednot«, namesto politiki kitajske vlade.

## Arhitektura
Mošeja vključuje arhitekturne značilnosti srednjeazijske, zahodnoazijske in v manjši meri kitajske arhitekture. Mošeja je osredotočena okoli molitvene dvorane in ima dvorišče na obeh straneh.
Mošeja Id Kah je sestavljena iz kapele, dvorane za sutre, vhodnega stolpa in nekaterih drugih pomožnih stavb. Vrata templja so izdelana iz rumene opeke, visoka so 4,7 metra, široka 4,3 metra, stavba vrat pa je visoka približno 17 metrov. Na obeh straneh vhodnega stolpa sta asimetrično zgrajena dva 18 metrov visoka minareta, na vrhu stolpa pa stoji lunin srp. Vsak dan ob zori se imam v templju petkrat povzpne na stolp in pozove muslimane, naj pridejo k molitvi. Za vhodnim stolpom je velik obok z minaretom na vrhu.

### Vhodna plošča
Radio Free Asia je leta 2018 poročal, da so oblasti odstranile ploščo s koranskimi spisi, ki je dolgo visela pred sprednjim vhodom mošeje. Turghunjan Alawudun iz Svetovnega ujgurskega kongresa je dejal, da je ta poteza »eden od vidikov zlobne politike kitajskega režima, katere namen je odstraniti islamsko vero med Ujguri, odstraniti ujgursko vero, literarna dela in jezik«. Maja 2020 je Radio Free Asia je ponovno poročala o odstranitvi plošče.

## Trnutno stanje
The Independent in The Globe and Mail sta poročala, da je bila mošeja Id Kah spremenjena iz delujoče mošeje v turistično atrakcijo. Henryk Szadziewski iz projekta za človekove pravice Ujgurov s sedežem v ZDA je za Radio Free Asia dejal, da čeprav mošeja še vedno stoji, »bi njeno izginotje povzročilo ogorčenje glede na njen pomen. Pomen njenega obstoja za kitajske oblasti je, da svetu pokaže spoštovanje Ujgurov verske svoboščine.« Po besedah ujgurskega imama Alija Akbarja Dumallaha, ki je leta 2012 pobegnil s Kitajske, vlada za obiskovalce uprizarja prizore majhnih skupin ljudi, ki molijo v Id Kah in drugih mošejah. Po navedbah Svetovnega ujgurskega kongresa je bilo množično praznovanje, ki je potekalo pred mošejo Id Kah med praznovanjem Eid al Fitr leta 2021, kot del propagandne fasade kitajskih oblasti, da bi poskušale Šindžjang lažno prikazati kot regijo z močno versko svobodo in pobeliti svojo versko represijo v regiji.